# Кожаный мяч
«Ко́жаный мяч» — крупнейшее массовое всесоюзное и всероссийское соревнование по футболу среди детских команд.

## История
С инициативой о проведении подобного массового соревнования впервые выступил советский вратарь Лев Иванович Яшин. Идея получила поддержку в ЦК ВЛКСМ, и в 1964 году соревнования впервые стартовали. Уже в первом розыгрыше турнира за победу боролись около 170 тыс. команд (почти три миллиона юных футболистов со всего Советского Союза). В финальном турнире первого розыгрыша призов клуба «Кожаный мяч», проходившем в Москве с 16 по 26 августа 1965 года, приняли участие 20 команд. Первым чемпионом стала команда «Чайка» из Минска. Игрокам «Чайки» были вручены золотые медали и главный приз клуба — серебристая ракета. Второе место заняла команда «Волна» (Луганск), игроки которой получили серебряные медали и приз Центрального телевидения СССР. Бронзовые медали и кубок журнала «Вожатый» завоевали игроки команды «Молния» (Владивосток). Призы и медали победителям вручали футболисты, заслуженные мастера спорта СССР Лев Яшин, Валерий Воронин и Валентин Иванов. Турнир на призы клуба «Кожаный мяч» стал регулярным и проводится каждый год без исключений.

## Регламент
- Продолжительность матча — 50 минут (два тайма по 25 минут с десятиминутным перерывом).
- Заменять игроков во время встречи можно любое количество раз. Производится замена, когда мяч вышел из игры.
- Каждая команда должна иметь свою форму. Обувь — кеды.
- Без разрешения врача игроки к соревнованиям не допускаются.
- Во время каждой игры ведётся протокол, куда записываются составы команд и результат матча.
- Ребята, которые играют за команды детских спортивных школ и клубов или выступают в официальных областных или районных (городских) соревнованиях, к играм на приз клуба «Кожаный мяч» не допускаются.[2]

Шестнадцать команд, вышедших на «Кожаный мяч», разбивались на четыре подгруппы. Команды, занимавшие первые места в своих подгруппах, выходили в полуфинал.

## Руководство
Руководство клуба «Кожаный мяч» (1965 год):
- М. Сушков, заслуженный мастер спорта СССР — Председатель совета клуба;
- М. Розин, заслуженный мастер спорта СССР, Главный тренер Федерации футбола СССР — Вице-председатель совета;
- Л. Яшин, заслуженный мастер спорта СССР — член совета клуба;
- А. Хомич, заслуженный мастер спорта СССР — член совета клуба;
- И. Нетто, заслуженный мастер спорта СССР — член совета клуба;
- В. Воронин, заслуженный мастер спорта СССР — член совета клуба;
- В. Понедельник, заслуженный мастер спорта СССР — член совета клуба;
- В. Иванов, заслуженный мастер спорта СССР — член совета клуба;
- К. Лясковский, заслуженный мастер спорта СССР — член совета клуба;
- В. Соколов, заслуженный мастер спорта СССР — член совета клуба;
- В. Блинков, заслуженный мастер спорта СССР — член совета клуба;
- Н. Мудрик, мастер спорта СССР — член совета клуба;
- Н. Латышев, судья международной категории — член совета клуба;
- С. Сальман, судья республиканской категории — член совета клуба;
- А. Парамонов, заслуженный мастер спорта СССР, тренер сборной юношеской команды СССР по футболу — член совета клуба.[2]

В 1992 году после распада Советского Союза проведение турнира взял на себя Российский союз молодежи, а с 1993 года — организацией и проведением соревнований занимался Фонд развития культуры и спорта молодежи. В настоящее время организаторами Всероссийского турнира «Кожаный мяч» являются: Федеральное агентство по физической культуре и спорту, Российский футбольный союз, АНО «Клуб „Кожаный мяч“».

## Победители 1965—1986

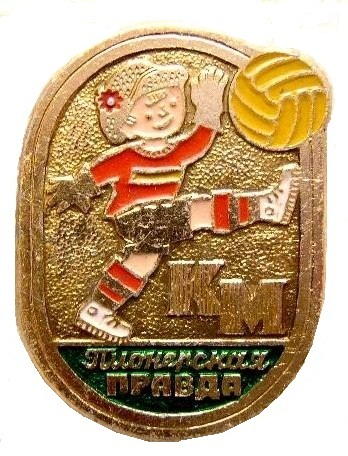
Значок детского футбольного турнира «Кожаный мяч» на приз газеты «Пионерская правда»

| Год  | Победитель                                | Возрастная категория  |
| ---- | ----------------------------------------- | --------------------- |
| 1965 | Чайка (Минск)                             | 12—14 лет             |
| 1966 | Ани (Ереван)                              | 12—14 лет             |
| 1967 | Цискари (Тбилиси)                         | 14—15 лет             |
| 1967 | Накадули (Тбилиси)                        | 12—13 лет             |
| 1968 | Масис (Ереван)                            | 14—15 лет             |
| 1968 | Эребуни-2750 (Ереван)                     | 12—13 лет             |
| 1969 | Ани (Ереван)                              | 13—14 лет             |
| 1969 | Вымпел (Ворошиловград)                    | 11—12 лет             |
| 1970 | Финалы не проводились                     | Финалы не проводились |
| 1971 | Металлист (Донецк)                        | 13—14 лет             |
| 1971 | Рубин (Орджоникидзе)                      | 11—12 лет             |
| 1972 | Кяпаз (Кировабад)                         | 13—14 лет             |
| 1972 | Буревестник (Горловка)                    | 11—12 лет             |
| 1973 | Юлдузча (Ташкент)                         | 13—14 лет             |
| 1973 | Орлёнок (Жовтневое, Николаевская область) | 11—12 лет             |
| 1974 | Рубин (Орджоникидзе)                      | 13—14 лет             |
| 1974 | Кайц (Ереван)                             | 11—12 лет             |
| 1975 | Аланы (Орджоникидзе)                      | 13—14 лет             |
| 1975 | Арарат (Ереван)                           | 11—12 лет             |
| 1976 | Ширак (Ленинакан)                         | 11—12 лет             |
| 1976 | Арарат (Ереван)                           | 13—14 лет             |
| 1976 | Днепр (Днепропетровск)                    | 14—15 лет             |
| 1977 | Гюмри (Ленинакан)                         | 11—12 лет             |
| 1977 | Надежда (Орджоникидзе)                    | 13—14 лет             |
| 1977 | Юность (Первомайск, Николаевская обл.)    | 14—15 лет             |
| 1978 | Спартак (Орджоникидзе)                    | 11—12 лет             |
| 1978 | Хазар (Али-Байрамлы)                      | 13—14 лет             |
| 1978 | Спартак (Москва)                          | 14—15 лет             |
| 1979 | Шахдаг (Кубинский район, Азерб. ССР)      | 11—12 лет             |
| 1979 | Гюмри (Ленинакан)                         | 13—14 лет             |
| 1979 | Чайка (Вышгород)                          | 14—15 лет             |
| 1980 | Факел (Киев)                              | 11—12 лет             |
| 1980 | Сокол (с.Шали, Ч-И АССР)                  | 13—14 лет             |
| 1980 | Факел (Киев)                              | 14—15 лет             |
| 1981 | Гюмри (Ленинакан)                         | 11—12 лет             |
| 1981 | Армения-60 (Ереван)                       | 13—14 лет             |
| 1981 | Химик (Кировакан)                         | 14—15 лет             |
| 1982 | Маргашат (Ереван)                         | 11—12 лет             |
| 1982 | Ариши (Рустави)                           | 13—14 лет             |
| 1982 | Кавкасиони (Гурджаани)                    | 14—15 лет             |
| 1983 | Мецамор-83 (Ереван)                       | 11—12 лет             |
| 1983 | Сатурнас (Паневежис)                      | 13—14 лет             |
| 1983 | Авиатор (Душанбе)                         | 14—15 лет             |
| 1984 | Кировакан-50 (Кировакан)                  | 11—12 лет             |
| 1984 | Амра (Сухуми)                             | 13—14 лет             |
| 1984 | Сангар (Таллин)                           | 14—15 лет             |
| 1985 | Спутник (Усть-Каменогорск)                | 11—12 лет             |
| 1985 | Бяржалис (Каунас)                         | 13—14 лет             |
| 1985 | Ширван (Али-Байрамлы)                     | 14—15 лет             |
| 1986 | Аргунь (Краснокаменск)                    | 11—12 лет             |
| 1986 | Вигри (Таллин)                            | 13—14 лет             |
| 1986 | Факел (Киев)                              | 14—15 лет             |

## Известные участники
«Кожаный мяч» стал трамплином в большой футбол для таких футболистов как Фёдор Черенков, Олег Блохин, Хорен Оганесян, Ашот Хачатрян, Гамлет Мхитарян, Альберт Саркисян, Игорь Колыванов, Сергей Родионов, Олег Романцев, Андрей Шевченко, Валерий Карпин, Алан Дзагоев.

## Конверт

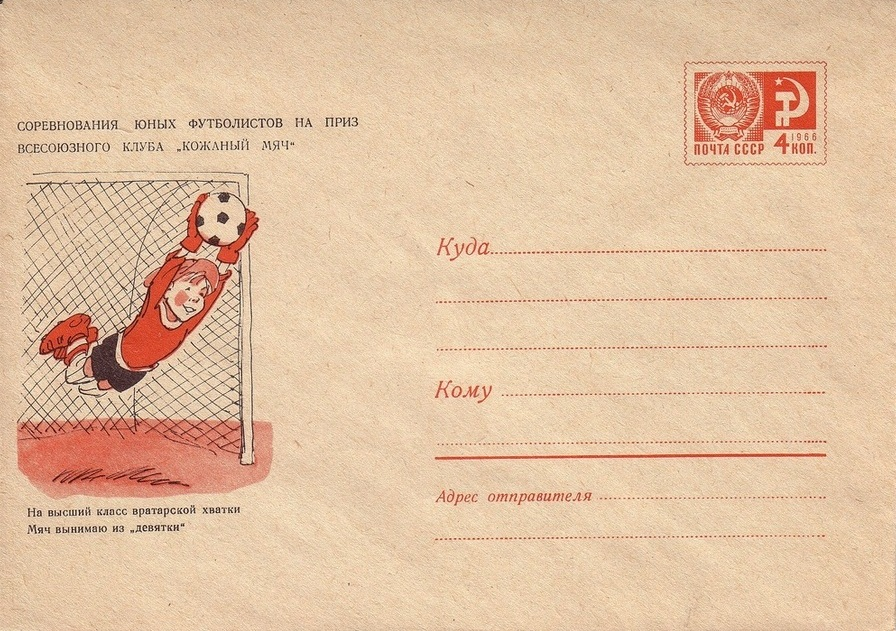
1970
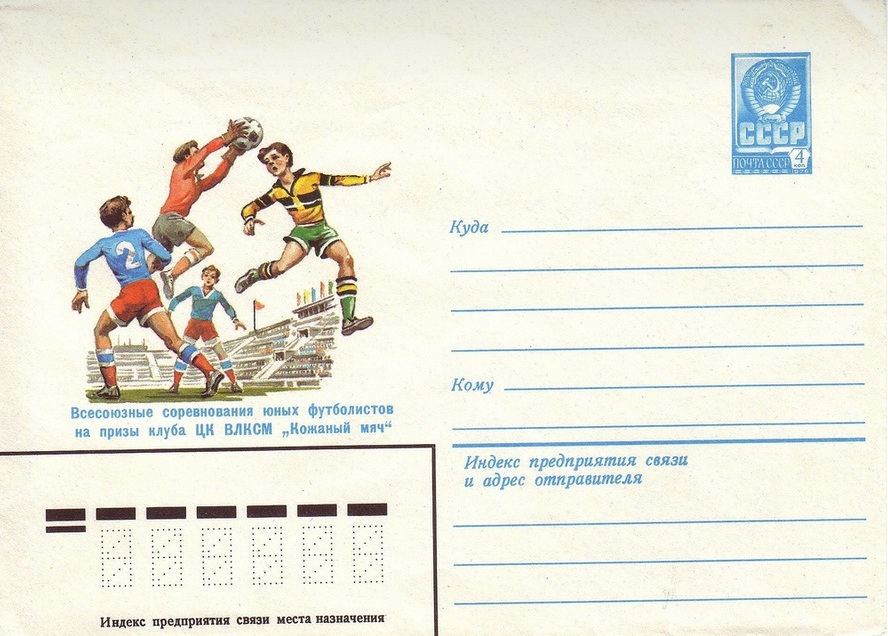
1982